# Kenneth Monkou
Kenneth John Monkou (Nickerie, 29 november 1964) is een Nederlands voormalig voetballer die speelde als verdediger. Hij werd geboren in Suriname, maar groeide op in Nederland.
Hij speelde vanaf 1985 bij Feyenoord en vertrok in 1988 naar Chelsea, waar hij drie jaar verbleef. In 1992 vertrok hij naar Southampton, waar hij tot 1999 bleef voetballen. Hij rondde zijn laatste jaar als voetballer af bij Huddersfield Town en stopte in 2000 definitief met voetbal.
Monkou leidde na zijn sportcarrière een pannenkoekenhuis in Delft, dat failliet ging in 2010.